# 축퇴 왜성
축퇴 왜성(縮退矮星)은 백색 왜성, 흑색 왜성, 중성자별, 블랙홀과 같은 항성 진화의 끝에 이른 항성들이 폭발하거나 수축되어 만들어지는 천체를 가리킨다.